# Villa del Prado (Madrid)
Die Gemeinde Villa de Prado liegt rund 60 Kilometer westlich von Madrid, ganz im Westen der Autonomen Gemeinschaft Madrid. Sie liegt im Tal des Alberche, der die Grenze zur Provinz Toledo bildet. Wein- und Obstanbau bilden die Schwerpunkte der wirtschaftlichen Tätigkeit.

## Geschichte
Die Ursprünge  liegen in der maurischen Burg Alhamin (AI-fahmin), einer von vielen Grenzfesten zwischen den christlichen und muslimischen Gebieten auf der Iberischen Halbinsel, neben der sich eine kleine Siedlung entwickelte.
Die Gegend wurde 1078 von König Alfons VI. für die Christen zurückerobert und kam in Folge zum Bistum Toledo. Im Schutz der Festung besiedelten christliche Viehbauern aus dem Norden die fruchtbaren Weiden (span. prado) entlang des Alberches. Nach 1436 gelangten die Festung und die Siedlung zum Herrschaftsbereich zunächst des Hauses Luna und später an die Mendozas, die die Ansiedlung zur Gemeinde erhoben. Die Herrschaft der Mendozas endete erst Anfang des 19. Jahrhunderts als Spanien von den Franzosen besetzt wurde und der Cortes von Cádiz Adelsprivilegien strich.
Der wirtschaftliche Aufschwung der Landwirtschaft führte im 17. Jahrhundert zunächst zur Entstehung einer lederverarbeitenden Industrie. Im weiteren Verlauf des Jahrhunderts aber wurde Villa del Prado wie ganz Spanien von einem schleichenden wirtschaftlichen Niedergang erfasst, der bis ins 18. Jahrhundert dauerte.
Das 19. Jahrhundert blieb auch nach dem Ende der französischen Besatzung unruhig. Während des ersten Karlistenkrieges suchten Anhänger des Don Carlos, einem Bruder von König Ferdinand VII., in der Gegend Unterschlupf und Villa del Prado wurde in Folge geplündert und gebrandschatzt. In der zweiten Hälfte des 19. Jahrhunderts führten erneute Epidemien zu weiteren Bevölkerungsverlusten.
Wenige Kilometer südlich des Ortes befand sich auf der "Finca de las Migueras" während des Spanischen Bürgerkrieges ein Feldflugplatz, den auch Teile der deutschen Legion Condor zeitweise nutzten. So lag hier zum Jahresende 1936 und Anfang Februar 1937 erneut die 2. Staffel der Jagdgruppe 88 (2/J88).

## Sehenswürdigkeiten
Die Pfarrkirche mit ihrem Glockenturm aus Granit stammt aus dem 15./16. Jahrhundert. Neben dieser gibt es drei sehenswerte Eremitagen und das aus dem 17. Jahrhundert stammende Rathaus am Hauptplatz, der Plaza Mayor.
Das örtliche Patronatsfest zu Ehren der Nuestra Señora de La Poveda findet alljährlich vom 7. bis 13. September statt.